# 104 f.Kr.

## Händelser

### Efter plats

#### Romerska republiken
- Athenion inleder ett uppror i Segesta på Sicilien.
- Gaius Marius blir konsul i Romerska republiken för första året av fem i rad.

#### Judeen
- Aristobulos I efterträder Johannes Hyrcanus som kung av Judeen.

### Efter ämne

## Avlidna
- Jugurtha, kung av Numidien sedan 112 f.Kr. (avrättad av romarna)